# Scarabaeus zambesianus
Scarabaeus zambesianus là một loài bọ cánh cứng trong họ Bọ hung (Scarabaeidae).